# Jon Ossoff
Thomas Jonathan "Jon" Ossoff (Atlanta, 1987. február 16. –) amerikai politikus, az Egyesült Államok szenátora Georgia államból 2021 óta. A Demokrata Párt tagja, korábban dokumentumfilm-rendező és oknyomozó újságíró volt.
2017-ben indult a rendkívüli választáson Georgia 6. kongresszusi kerületében, de alulmaradt Karen Handellel szemben.
2020-ban elnyerte a Demokrata Párt jelölését, hogy David Perdue ellen induljon a szenátusi választáson. Egyik jelölt se érte el az 50%-os határt, ezért 2021. január 5-én rendkívüli választást tartottak, amelyet Ossoff megnyert. Ossoff Raphael Warnock mellett Georgia szenátora, aki pedig Kelly Loefflert győzte le a 2021-es választáson. Ezen eredményeknek köszönhetően a Demokrata Párt többséget szerzett a Szenátusban a 117. kongresszus idejére.
Ossoff 1980 óta (Don Nickles) a Szenátus legfiatalabb tagja, az első zsidó szenátor Georgiából, illetve az első zsidó szenátor a déli államok egyikéből 1879 óta.

## A Szenátusban
Ossoff 2020-ban megszerezte a jelölést, hogy a hivatalban lévő David Perdue ellen induljon a szenátusi választáson. 2020 októbere óta Ossoff több, mint 100 millió dollárt gyűjtött össze a kampányára, amellyel az ország történetének legtámogatottabb szenátori jelöltje.
A november 3-i választáson Perdue a szavazatok 49.73%-át szerezte meg, míg Ossoff a szavazatok 47.95%-át. Mivel egyik jelölt se tudta megszerezni a szavazatok többségét, 2021. január 5-én rendkívüli választásokat tartottak.
Ossoff 2021. január 6-án hirdette ki győzelmét. Ugyan Perdue több megyét nyert el, Ossoff könnyen elnyerte Atlanta városát és környékét. Perdue január 8-án ismerte el vereségét. Az eredményt január 19-én tették hivatalossá. 2021. január 20-án Kamala Harris alelnök iktatta be a Szenátusba.
Mikor beiktatták, Ossoff lett az első zsidó szenátor Georgiából, az első szenátor, aki az 1980-as években született és 33 évesen a legfiatalabb tagja a Szenátusnak. Max Cleland óta az első demokrata Georgiából, akit egy hat éves ciklusra választottak meg.
Ossoff támogatta Joe Biden kabinetjének összes jelöltjét.

### Politikája
Ossoff ellenzi a halálbüntetést, támogatja a marihuána legalizálását, a Medicare-t, bevándorlási reformokat és a minimálbér megemelését.
Véleménye szerint a klímaváltozás veszélyt jelent az emberiség biztonságára.

## Választások

### Képviselőház
| Párt      | Jelölt               | Szavazatok | %      |
| --------- | -------------------- | ---------- | ------ |
|           | Jon Ossoff           | 92,673     | 48.12  |
|           | Dan Moody            | 17,028     | 8.84   |
|           | Karen Handel         | 38,071     | 19.77  |
|           | Dan Moody            | 17,028     | 8.84   |
|           | Bob Gray             | 20,802     | 10.80  |
|           | Dan Moody            | 17,028     | 8.84   |
|           | Dan Moody            | 17,028     | 8.84   |
|           | Dan Moody            | 17,028     | 8.84   |
|           | Judson Hill          | 16,870     | 8.76   |
|           | Dan Moody            | 17,028     | 8.84   |
|           | Kurt Wilson          | 1,820      | 0.95   |
|           | Dan Moody            | 17,028     | 8.84   |
|           | David Abroms         | 1,639      | 0.85   |
|           | Ragin Edwards        | 504        | 0.26   |
|           | Ron Slotin           | 491        | 0.25   |
|           | Dan Moody            | 17,028     | 8.84   |
|           | Bruce LeVell         | 455        | 0.24   |
|           | Dan Moody            | 17,028     | 8.84   |
|           | Mohammad Ali Bhuiyan | 415        | 0.22   |
|           | Dan Moody            | 17,028     | 8.84   |
|           | Keith Grawert        | 415        | 0.22   |
|           | Dan Moody            | 17,028     | 8.84   |
|           | Amy Kremer           | 351        | 0.18   |
|           | Dan Moody            | 17,028     | 8.84   |
|           | William Llop         | 326        | 0.17   |
|           | Rebecca Quigg        | 304        | 0.16   |
|           | Richard Keatley      | 229        | 0.12   |
| FÜG       | Alexander Hernandez  | 121        | 0.06   |
| FÜG       | Andre Pollard        | 55         | 0.03   |
| Összes    | Összes               | 192,569    | 100.00 |
| Különbség | Különbség            | 54,602     | 28.35  |

| Párt      | Jelölt       | Szavazatok | %      | ±%     |
| --------- | ------------ | ---------- | ------ | ------ |
|           | Dan Moody    | 17,028     | 8.84   |        |
|           | Karen Handel | 134,799    | 51.78% | −9.90% |
|           | Jon Ossoff   | 125,517    | 48.22% | +9.90% |
| Összesen  | Összesen     | 260,316    | 100.0% |        |
| Különbség | Különbség    | 9,282      | 3.57%  | −19.8% |
| Szavazók  | Szavazók     | 260,455    | 58.16% |        |

### Szenátus
| Párt     | Jelölt                     | Szavazatok | %       |
| -------- | -------------------------- | ---------- | ------- |
|          | Jon Ossoff                 | 626,819    | 52.82%  |
|          | Teresa Tomlinson           | 187,416    | 15.79%  |
|          | Sarah Riggs Amico          | 139,574    | 11.76%  |
|          | Maya Dillard-Smith         | 105,000    | 8.85%   |
|          | James Knox                 | 49,452     | 4.17%   |
|          | Marckeith DeJesus          | 45,936     | 3.87%   |
|          | Tricia Carpenter McCracken | 32,463     | 2.74%   |
| Összesen | Összesen                   | 1,186,660  | 100.00% |

| Párt     | Jelölt                    | Szavazatok | %      | ±%     |
| -------- | ------------------------- | ---------- | ------ | ------ |
|          | Dan Moody                 | 17,028     | 8.84   |        |
|          | David Perdue (hivatalban) | 2,462,617  | 49.73% | -3.16% |
|          | Jon Ossoff                | 2,374,519  | 47.95% | +2.74% |
|          | Shane T. Hazel            | 115,039    | 2.32%  | +0.42% |
| Összesen | Összesen                  | 4,952,175  | 100.0  |        |

| Párt     | Jelölt                    | Szavazatok | %      | ±%     |
| -------- | ------------------------- | ---------- | ------ | ------ |
|          | Jon Ossoff                | 2,269,923  | 50.61% | +5.40% |
|          | Dan Moody                 | 17,028     | 8.84   |        |
|          | David Perdue (hivatalban) | 2,214,979  | 49.39% | -3.50% |
| Összesen | Összesen                  | 4,484,902  | 100.0  |        |

## Filmográfia
| Év      | Cím                        | Szerep                  | Jegyzet                                            |
| ------- | -------------------------- | ----------------------- | -------------------------------------------------- |
| 2014    | The Battle for Africa      | Executive producer, író | dokumentumfilm/minisorozat                         |
| 2014    | Living with Ebola          | Executive producer, író | dokumentumfilm                                     |
| 2014–15 | People and Power           | Executive producer      | 2 epizód                                           |
| 2014–15 | Africa Investigates        | Executive producer      | 9 epizód                                           |
| 2015    | Justice!                   | Executive producer      | dokumentumfilm                                     |
| 2016    | Stacey Dooley Investigates | Executive producer      | Az "On the Frontline: Girls, Guns and ISIS" epizód |
| 2017    | Deadline: White House      | Önmaga                  | Az "1.26" epizód                                   |
| 2017    | New Day                    | Önmaga                  | Az "5.173" epizód                                  |